# Wyoming Public Media
A Wyoming Public Media az Amerikai Egyesült Államok Wyoming államának közmédiája a Wyomingi Egyetem üzemeltetésében. A szervezethez működteti a Wyoming Public Radio rádióhálózatot és a wyomingpublicmedia.org online hírszolgálatot (a Wyoming PBS köztévét a Közép-wyomingi Főiskola tartja fenn).
A szolgálat az állam történetének és jelentős személyeinek bemutatását tűzte ki céljául.

## Fordítás
- Ez a szócikk részben vagy egészben  a   Wyoming Public Media című angol Wikipédia-szócikk ezen változatának fordításán alapul.  Az eredeti cikk szerkesztőit annak laptörténete sorolja fel. Ez a jelzés csupán a megfogalmazás eredetét és a szerzői jogokat jelzi, nem szolgál a cikkben szereplő információk forrásmegjelöléseként.